# Telefonía móvil en México

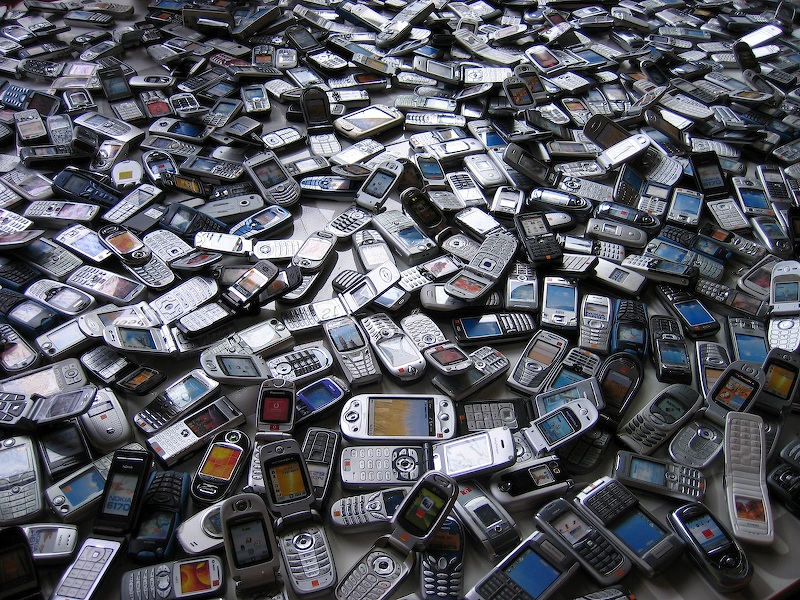
En México se estiman más de 90 millones de líneas activas

El servicio de telefonía móvil en México, según estimaciones del año 2023, alcanza un total de 136.4 millones de líneas celulares activas, cifra que supera la población nacional estimada en 132 millones de habitantes.

## Inicios de la telefonía móvil
El inicio de la telefonía móvil en México se remonta a 1977, cuando se solicitó a la SCT de México (Secretaría de Comunicaciones y Transportes) una concesión para instalar, operar y explotar un sistema de radiotelefonía móvil en el Distrito Federal. Pero no fue hasta 1981 cuando se inició la comercialización de este servicio, el cual fue conocido por el público como Teléfono en el Auto, con el cual se logró, en un lapso de ocho meses, dar servicio a 600 usuarios.
Un grupo de inversionistas aportaron el capital humano necesario para cubrir el vacío de un servicio que no existía en México, el de la telefonía celular, es por ello que tuvieron que buscar varios proveedores para este objetivo, eligiendo como proveedor principal de Telcel en lo que se refería a equipos de conmutación a Ericsson. Compañía de origen sueco, empresa con más de 100 años de experiencia en redes telefónicas en México, con estándares europeos aplicados en las centrales de conmutación.
Por aquel entonces el servicio de teléfono móvil era toda una novedad que solo estaba al alcance de unos pocos. Conviene recordar que fue el medio de comunicación usado por el periodista Jacobo Zabludovsky para reportar en tiempo real cuando ocurrió el terremoto de 1985 ya que este se encontraba instalado en el auto que usaba el día del siniestro.

## La consolidación
A lo largo de los años 80 y parte de los 90 algunas empresas comenzaron a brindar este servicio a un nivel local, así como acuerdos de roaming automático, así como un predominio de la empresa Iusacell, la cual era reconocida popularmente en la época por el servicio y algunas estrategias de propaganda masiva tanto en televisión como en radio así como las primeras expansiones y actuaciones de Telcel en el ámbito de telefonía celular a nivel nacional. Sin embargo las tarifas aún eran costosas e inaccesibles para la mayoría de los ciudadanos.
México sufrió una crisis económica en 1994 que afectó bastante a todos los rubros de comunicación, por lo que Iusacell, que poseía un poder dominante por aquel entonces, decidió enfocarse a los clientes de alto poder adquisitivo con planes de renta a precios elevados. Mientras tanto, Telcel adoptó una estrategia que le fuese útil para poder subsistir ante la crisis, por lo que decidió acercar sus planes a precios medianamente accesibles e impulsar los primeros planes de prepago bajo el nombre de sistema amigo de Telcel (nombre el cual subsiste hasta hoy en día). Iusacell también implementó lo mismo bajo el nombre de Viva, el cual prevaleció hasta 2005 cuando se consolidan sus planes prepagados.
Al pasar los últimos años de la década de los 90 Telcel, Iusacell y otras concesionarias del servicio como Pegaso PCS (Propiedad de Televisa y de Alejandro Burillo Azcárraga, hoy en manos de MoviStar), Nextel y Unefón (propiedad de Grupo Salinas / TV Azteca y de Televisa, al igual que Iusacell) comenzaron a invertir masivamente para incrementar y modernizar parte de la infraestructura que estaba siendo usada en estándares AMPS, TDMA, iDEN Y CDMA. A la vez, con la evolución de la tecnología el tamaño de los teléfonos iba reduciéndose a la vez junto con el precio en el servicio, y las alternativas de prepago en constante crecimiento iban acercando poco a poco al ciudadano al mundo de la telefonía móvil.
Iniciando el nuevo milenio, la evolución tecnológica dio un giro radical a lo que debía ser la telefonía móvil en México pasando de ser un artículo de lujo a casi ser una necesidad aunado a la entrada de nuevos empresarios como el grupo español Telefónica, que compró 4 pequeños operadores propiedad de Motorola al norte del país, creando Telefónica Movistar con sede en Monterrey. Posteriormente esta misma compró a otro operador llamado Pegaso PCS, dándole la oportunidad de expandir la cobertura y llegar al centro y sur del país. Acto seguido, la compañía española mudó sus operaciones a la Ciudad de México, destacando también la evolución de la compañía Telcel, que implementó el sistema GSM a mediados del 2002, mientras que Movistar hizo lo mismo pero en 2003 y 2004 respectivamente, dejando a ambas empresas con el estándar GSM. Mientras tanto, Iusacell, que también absorbió a la compañía Unefon, se concentró en implementar y tratar de mejorar su red en CDMA y Nextel permitiendo una extensión de contrato para seguir desarrollando las redes iDEN en el país.
Entre 2006 y 2008 se produjo el salto a los servicios de tercera generación, tanto Iusacell con su red CDMA bajo 1xEV-DO, Telcel y Telfónica bajo el estándar UMTS y HSDPA permitiendo una mejoría relativa en servicios de datos e implementación de otros tantos como GPS, videollamadas y otros más.
Hoy en día se puede afirmar que hay un competido mercado de servicios de telefonía móvil puesto que actualmente las compañías encargadas del servicio son:

### Operadores nacionales con red propia (OMR)
- Telcel (subsidiaria de América Móvil): operaba bajo la red TDMA (Análogo y Digital) (Desactivado en 2009), y actualmente opera bajo los estándares GSM (2G), GPRS (2.5G), EDGE (2.75G), UMTS (3G), HSPA+ y (LTE) (4G) con un 91.76% de cobertura en el país.
- Movistar: operaba bajo los estándares CDMA (Digital) (Desactivado en 2005), GSM (2G), GPRS (2.5G), EDGE (2.75G), UMTS (3G), HSDPA (3.5G), HSUPA (3.75G) y LTE (4G), esta ha dejado de tener cobertura en la población urbana en el país, gracias al acuerdo que ha llegado con AT&T México, al permitirle utilizar sus redes, con esto, Movistar se convierte en una Operadora Móvil Virtual.
- AT&T México: operaba bajo los estándares CDMA (Digital), EV-DO (3G sobre CDMA) de Iusacell e iDEN de Nextel (Todos los anteriores desactivados en noviembre de 2018), y actualmente opera bajo los estándares GSM (2G), GPRS (2.5G), EDGE (2.75G), UMTS (3G), HSPA+ (3.9G) y 4G LTE con un 92.98% de cobertura en el país. Cabe destacar que tras la fusión de las redes iusacell-nextel se complementa la red que ya está unificada (AT&T).
- Se espera que en un futuro Telcel y AT&T México operen bajo la red 5G

#### Operadores con red propia sólo disponibles en determinadas partes del país
- Telecomunicaciones Indígenas Comunitarias A.C.: En pruebas en Villa Talea de Castro, Oaxaca.[2] Próximamente disponible en Guerrero, Chiapas, Oaxaca, Puebla y Veracruz,[3] operará bajo GSM (2G) y UMTS (3G), posiblemente LTE (4G)[2]

### Operadores móviles virtuales (OMV).
PILLOFON opera bajo la red de Altán Redes
Aló opera bajo la red de Telcel
Bueno Cell opera bajo la red de Telcel
Soriana Móvil opera bajo la red de Telcel
BAIT (Bodega Aurrera Internet y Telefonía) opera bajo la red Altán Redes. 
FreedomPop opera bajo la red de Telcel
Unefon opera bajo la red de AT&T*
Weex opera bajo la red de Movistar
Flash Mobile opera bajo la red de Movistar
QBOCEL opera bajo la red de  Movistar
Maxcom opera bajo la red de Movistar.
Megacable opera bajo la red de Altán Redes.
Toka Móvil opera bajo la red de  Movistar
Simpati Mobile opera bajo la red de  Movistar
Her Mobile opera bajo la red de  Movistar
Six opera bajo la red de  Movistar
Chedraui opera bajo la red de  Movistar
Virgin Mobile opera bajo la red de Movistar.
Simplii operaba bajo la red de Movistar actualmente ya no existe desde el 22 de enero del 2021.
Cierto opera bajo la red de Movistar.
Maz Tiempo opera bajo la red de  Movistar.
Lycamobile operará bajo la red de Movistar. pero todavía no define la fecha para iniciar operaciones en México
*Hoy en día Unefon utiliza formalmente la red de AT&T, la red ya fue unificada y la compañía ya es capaz de enlazar conexión de velocidad 4G evolution (antes de Nextel).

## Internet Móvil
Con la aparición de las redes GSM Y la optimización de CDMA al estándar EV-DO se planteó la posibilidad de acceder a Internet mediante las redes de telefonía móvil, dando así apertura a este servicio del cual se reporta una demanda sostenible.
En México existen tres operadores móviles con red propia (Telcel, Movistar y AT&T) todos ofrecen el servicio de acceso a transferencia de datos. Telcel presta el servicio mediante WAP, GPRS (EDGE), 3G, 3.5G y LTE (4G) (4.5G), esta última, solo en ciertas ciudades. Movistar mediante WAP, GPRS, EDGE, 3G,y LTE (4G), también siendo esta última, comercializada en ciertas ciudades por el momento. AT&T mediante WAP, iDEN, 3G y LTE (4G).
Durante el primer semestre de 2019, MoviStar y AT&T ofrecerán en ciertas localidades del país, cobertura 4.5G, al resultar ganadores de espectro para operar dicha tecnología.

### Ciudad de México
Entre 2011 y 2012, el gobierno del Distrito Federal, a través del Instituto de Ciencia y Tecnología, promovió iniciativas para generar aplicaciones para teléfonos móviles que permitieran brindar servicios públicos. Así, a través del evento gratuito Ciudad Móvil se convocó a programadores para que desarrollaran las mismas.
Como resultado de ello, se anunció en 2012 la implementación de aplicaciones para facilitar, entre otros servicios, la utilización del metro, la obtención de recetas médicas en hospitales públicos y la localización de atractivos turísticos.

## Nuevos Operadores OMV
A este mercado no se le prestó mucha atención inicialmente, debido a que algunos de sus inversores pensaban que era poco rentable y que no representaría una parte importante de participación en las telecomunicaciones mexicanas.
No obstante la empresa Maxcom en 2008 suscribió un acuerdo con la empresa Movistar para poder brindar servicios de telefonía móvil con su propia marca a través de la red de esta misma; actualmente la compañía sostiene el modelo.
En 2010 varias empresas analizaron la posibilidad entrar al mercado de la telefonía móvil a través de este modelo, entre los sectores interesados en actuar como OMV están las compañías de telefonía fija, empresas de televisión por cable, tiendas departamentales y de autoservicio entre otras. Se espera que con el ingreso de nuevos operadores que utilicen el modelo existan tarifas más atractivas para los usuarios, así como una mayor variedad en el mercado actual y el acercamiento de la telefonía móvil a más sectores de población en México.
La empresa Marcatel también se decidió a optar por ser OMV para iniciar actividades en 2010 por medio de la red Movistar, la empresa de televisión por cable Megacable también ofrece el servicio con red de Movistar.
Axtel y otras empresas de telefonía fija analizan su incursión a la telefonía móvil por medio de esta alternativa.
La ley vigente permite que existan este tipo de operadores, no obstante se regulará para permitir una mejor situación que defina este mercado así como precios más económicos, y beneficios propios como ya se hace en España.
Se prevé que el mercado de telefonía móvil crezca gracias a estos operadores que podrían representar un aumento de usuarios en México y un 16% más de líneas activas en Latinoamérica.
Recientemente la operadora AT&T anunció a finales de 2014 su entrada al mercado mexicano con la compra de los activos de las empresas Nextel y Iusacell, convirtiéndose así en la tercera operadora por número de usuarios y la segunda por nivel de ingresos, Además de captar a nuevas empresas interesadas en ser OMV.
En 2016 entra la nueva operadora Flash Mobile bajo la infraestructura de Movistar. Con el modelo de marketing basado en la venta directa, por ende no gastan en publicidad sino que usan ese dinero para pagarle a sus distribuidores.